# Specklinia segregatifolia
Specklinia segregatifolia là một loài thực vật có hoa trong họ Lan. Loài này được (Ames & C.Schweinf.) Solano & Soto Arenas mô tả khoa học đầu tiên năm 2002.